# Maechidius milkappus
Maechidius milkappus är en skalbaggsart som beskrevs av Britton 1957. Maechidius milkappus ingår i släktet Maechidius och familjen Melolonthidae. Inga underarter finns listade i Catalogue of Life.